# NGC 1457
NGC 1457 is een sterrenstelsel in het sterrenbeeld Slingeruurwerk. Het hemelobject werd op 24 oktober 1835 ontdekt door de Britse astronoom John Herschel.

## Synoniemen
- MCG -07-08-005
- ESO 249-G016
- AM 0342-444
- PGC 13727